# Wales op het Europees kampioenschap voetbal 2020
Wales was een van de deelnemende landen aan het Europees kampioenschap voetbal 2020. Het is de tweede deelname voor het land. Rob Page werd aangesteld als bondscoach, nadat Ryan Giggs werd aangeklaagd door de Crown Prosecution Service.. Wales werd in de achtste finale uitgeschakeld door Denemarken.

## Kwalificatie

### Kwalificatieduels
|                                              |          |         |           |                                                                                 |
| 24 maart 2019 «onderlinge duels» 14.00 (UTC) | Wales    | 1 − 0   | Slowakije | Cardiff City Stadium, Cardiff Toeschouwers: 31.617 Scheidsrechter: Felix Zwayer |
| 24 maart 2019 «onderlinge duels» 14.00 (UTC) | James 5' | Verslag |           | Cardiff City Stadium, Cardiff Toeschouwers: 31.617 Scheidsrechter: Felix Zwayer |

|                                              |                                 |         |            |                                                                                |
| 8 juni 2019 «onderlinge duels» 15.00 (UTC+2) | Kroatië                         | 2 − 1   | Wales      | Stadion Gradski vrt, Osijek Toeschouwers: 17.061 Scheidsrechter: István Kovács |
| 8 juni 2019 «onderlinge duels» 15.00 (UTC+2) | Lawrence 17' (e.d.) Perišić 48' | Verslag | 77' Brooks | Stadion Gradski vrt, Osijek Toeschouwers: 17.061 Scheidsrechter: István Kovács |

|                                               |            |         |       |                                                                          |
| 11 juni 2019 «onderlinge duels» 20.45 (UTC+2) | Hongarije  | 1 − 0   | Wales | Groupama Arena, Boedapest Toeschouwers: 18.350 Scheidsrechter: Matej Jug |
| 11 juni 2019 «onderlinge duels» 20.45 (UTC+2) | Pátkai 80' | Verslag |       | Groupama Arena, Boedapest Toeschouwers: 18.350 Scheidsrechter: Matej Jug |

|                                                   |                             |         |              |                                                                                          |
| 6 september 2019 «onderlinge duels» 19.45 (UTC+1) | Wales                       | 2 − 1   | Azerbeidzjan | Cardiff City Stadium, Cardiff Toeschouwers: 28.385 Scheidsrechter: Trustin Farrugia Cann |
| 6 september 2019 «onderlinge duels» 19.45 (UTC+1) | Pasajev 26' (e.d.) Bale 84' | Verslag | 59' Emreli   | Cardiff City Stadium, Cardiff Toeschouwers: 28.385 Scheidsrechter: Trustin Farrugia Cann |

|                                                  |                            |         |           |                                                                                                  |
| 10 oktober 2019 «onderlinge duels» 20.45 (UTC+2) | Slowakije                  | 1 − 1   | Wales     | Štadión Antona Malatinského, Trnava Toeschouwers: 18.071 Scheidsrechter: Carlos del Cerro Grande |
| 10 oktober 2019 «onderlinge duels» 20.45 (UTC+2) | Kucka 53' Gyömbér 52', 89' | Verslag | 25' Moore | Štadión Antona Malatinského, Trnava Toeschouwers: 18.071 Scheidsrechter: Carlos del Cerro Grande |

|                                                  |            |         |           |                                                                                  |
| 13 oktober 2019 «onderlinge duels» 19.45 (UTC+1) | Wales      | 1 − 1   | Kroatië   | Cardiff City Stadium, Cardiff Toeschouwers: 31.745 Scheidsrechter: Björn Kuipers |
| 13 oktober 2019 «onderlinge duels» 19.45 (UTC+1) | Bale 45+3' | Verslag | 9' Vlašić | Cardiff City Stadium, Cardiff Toeschouwers: 31.745 Scheidsrechter: Björn Kuipers |

|                                                   |              |         |                      |                                                                        |
| 16 november 2019 «onderlinge duels» 21.00 (UTC+4) | Azerbeidzjan | 0 − 2   | Wales                | Bakcell Arena, Bakoe Toeschouwers: 8.622 Scheidsrechter: Deniz Aytekin |
| 16 november 2019 «onderlinge duels» 21.00 (UTC+4) |              | Verslag | 10' Moore 34' Wilson | Bakcell Arena, Bakoe Toeschouwers: 8.622 Scheidsrechter: Deniz Aytekin |

|                                                 |                 |         |           |                                                                                   |
| 19 november 2019 «onderlinge duels» 19.45 (UTC) | Wales           | 2 − 0   | Hongarije | Cardiff City Stadium, Cardiff Toeschouwers: 31.762 Scheidsrechter: Ovidiu Haţegan |
| 19 november 2019 «onderlinge duels» 19.45 (UTC) | Ramsey 15', 47' | Verslag |           | Cardiff City Stadium, Cardiff Toeschouwers: 31.762 Scheidsrechter: Ovidiu Haţegan |

### Eindstand groep E
| Nr. | Land         | GW | W | G | V | DV | DT | DS  | Ptn |
| --- | ------------ | -- | - | - | - | -- | -- | --- | --- |
| 1   | Kroatië      | 8  | 5 | 2 | 1 | 17 | 7  | +10 | 20  |
| 2   | Wales        | 8  | 4 | 2 | 2 | 10 | 6  | +4  | 14  |
| 3   | Slowakije    | 8  | 4 | 1 | 3 | 13 | 11 | +2  | 13  |
| 4   | Hongarije    | 8  | 4 | 0 | 4 | 8  | 11 | -3  | 12  |
| 5   | Azerbeidzjan | 8  | 0 | 1 | 7 | 5  | 18 | -13 | 1   |

## EK-voorbereiding

### Wedstrijden
|                                              |                                      |       |                 |                                                                    |
| 2 juni 2021 «onderlinge duels» 21:05 (UTC+2) | Frankrijk                            | 3 – 0 | Wales           | Allianz Riviera, Nice Toeschouwers: 0 Scheidsrechter: Luís Godinho |
| 2 juni 2021 «onderlinge duels» 21:05 (UTC+2) | Mbappé 34' Griezmann 47' Dembélé 79' |       | 25' N. Williams | Allianz Riviera, Nice Toeschouwers: 0 Scheidsrechter: Luís Godinho |

|                                              |       |       |         |                                                                          |
| 5 juni 2021 «onderlinge duels» 17:00 (UTC+1) | Wales | 0 – 0 | Albanië | Cardiff City Stadium, Cardiff Toeschouwers: 0 Scheidsrechter: Neil Doyle |
| 5 juni 2021 «onderlinge duels» 17:00 (UTC+1) |       |       |         | Cardiff City Stadium, Cardiff Toeschouwers: 0 Scheidsrechter: Neil Doyle |

## Het Europees kampioenschap
De loting vond plaats op 30 november 2019 in Boekarest. Wales werd ondergebracht in groep A, samen met Turkije, Italië en Zwitserland.

### Uitrustingen
Sportmerk: adidas
| Thuis | Uit | Doelman |

### Selectie en statistieken
| Nr. | Naam                   | Geboortedatum | GW |   |   |   |   |   |   | Club              | Positie(s) |
| --- | ---------------------- | ------------- | -- | - | - | - | - | - | - | ----------------- | ---------- |
| 1   | Wayne Hennessey        | 24-01-1987    | 0  | 0 | 0 | 0 | 0 | 0 | 0 | Crystal Palace    | GK         |
| 2   | Chris Gunter           | 21-07-1989    | 1  | 0 | 1 | 0 | 0 | 0 | 0 | Charlton Athletic | RB         |
| 3   | Neco Williams          | 13-04-2001    | 3  | 0 | 0 | 0 | 0 | 2 | 1 | Liverpool FC      | RB         |
| 4   | Ben Davies             | 24-04-1993    | 4  | 0 | 1 | 0 | 0 | 1 | 0 | Tottenham Hotspur | LB         |
| 5   | Tom Lockyer            | 03-12-1994    | 0  | 0 | 0 | 0 | 0 | 0 | 0 | Luton Town        | CB         |
| 6   | Joe Rodon              | 22-10-1997    | 4  | 0 | 1 | 0 | 0 | 0 | 0 | Tottenham Hotspur | CB         |
| 7   | Joe Allen              | 14-03-1990    | 4  | 0 | 1 | 0 | 0 | 0 | 2 | Stoke City        | CM         |
| 8   | Harry Wilson           | 22-03-1997    | 3  | 0 | 0 | 0 | 1 | 3 | 0 | Cardiff City      | LW, RW     |
| 9   | Tyler Roberts          | 12-01-1999    | 1  | 0 | 0 | 0 | 0 | 1 | 0 | Leeds United      | CF         |
| 10  | Aaron Ramsey           | 26-12-1990    | 4  | 1 | 0 | 0 | 0 | 0 | 2 | Juventus FC       | CM, AM, RW |
| 11  | Gareth Bale            | 16-07-1989    | 4  | 0 | 1 | 0 | 0 | 0 | 1 | Tottenham Hotspur | RW, CF, LW |
| 12  | Danny Ward             | 22-06-1993    | 4  | 0 | 0 | 0 | 0 | 0 | 0 | Leicester City    | GK         |
| 13  | Kieffer Moore          | 08-08-1992    | 4  | 1 | 2 | 0 | 0 | 1 | 1 | Cardiff City      | CF         |
| 14  | Connor Roberts         | 23-09-1995    | 4  | 1 | 0 | 0 | 0 | 0 | 1 | Swansea City      | RB         |
| 15  | Ethan Ampadu           | 14-09-2000    | 3  | 0 | 0 | 0 | 1 | 2 | 0 | Sheffield United  | CB, DM     |
| 16  | Joe Morrell            | 03-01-1997    | 4  | 0 | 0 | 0 | 0 | 0 | 2 | Luton Town        | CM         |
| 17  | Rhys Norrington-Davies | 22-04-1999    | 0  | 0 | 0 | 0 | 0 | 0 | 0 | Stoke City        | LB         |
| 18  | Jonathan Williams      | 09-10-1993    | 0  | 0 | 0 | 0 | 0 | 0 | 0 | Cardiff City      | AM, LW, RW |
| 19  | David Brooks           | 08-07-1997    | 3  | 0 | 1 | 0 | 0 | 3 | 0 | AFC Bournemouth   | RM         |
| 20  | Daniel James           | 10-11-1997    | 4  | 0 | 0 | 0 | 0 | 0 | 4 | Manchester United | LW         |
| 21  | Adam Davies            | 17-07-1992    | 0  | 0 | 0 | 0 | 0 | 0 | 0 | Stoke City        | GK         |
| 22  | Chris Mepham           | 05-11-1997    | 3  | 0 | 1 | 0 | 0 | 0 | 0 | AFC Bournemouth   | CB         |
| 23  | Dylan Levitt           | 17-11-2000    | 1  | 0 | 0 | 0 | 0 | 1 | 0 | NK Istra 1961     | CM         |
| 24  | Ben Cabango            | 30-05-2000    | 0  | 0 | 0 | 0 | 0 | 0 | 0 | Swansea City      | CB         |
| 25  | Rubin Colwill          | 27-04-2002    | 0  | 0 | 0 | 0 | 0 | 0 | 0 | Cardiff City      | AM         |
| 26  | Matthew Smith          | 22-11-1999    | 0  | 0 | 0 | 0 | 0 | 0 | 0 | Doncaster Rovers  | DM         |

### Wedstrijden
| Nr. | Land        | GW | W | G | V | DV | DT | DS | Ptn |
| --- | ----------- | -- | - | - | - | -- | -- | -- | --- |
| 1   | Italië      | 3  | 3 | 0 | 0 | 7  | 0  | +7 | 9   |
| 2   | Wales       | 3  | 1 | 1 | 1 | 3  | 2  | +1 | 4   |
| 3   | Zwitserland | 3  | 1 | 1 | 1 | 4  | 5  | -1 | 4   |
| 4   | Turkije     | 3  | 0 | 0 | 3 | 1  | 8  | -7 | 0   |

#### Groepsfase
|                                               |           |         |             |                                                                             |
| 12 juni 2021 «onderlinge duels» 17:00 (UTC+4) | Wales     | 1 – 1   | Zwitserland | Olympisch Stadion, Bakoe Toeschouwers: 8.782 Scheidsrechter: Clément Turpin |
| 12 juni 2021 «onderlinge duels» 17:00 (UTC+4) | Moore 75' | Verslag | 50' Embolo  | Olympisch Stadion, Bakoe Toeschouwers: 8.782 Scheidsrechter: Clément Turpin |

|                                               |         |                             |       |                                                                                 |
| 16 juni 2021 «onderlinge duels» 20:00 (UTC+4) | Turkije | 0 – 2                       | Wales | Olympisch Stadion, Bakoe Toeschouwers: 19.762 Scheidsrechter: Artur Soares Dias |
| 16 juni 2021 «onderlinge duels» 20:00 (UTC+4) |         | 42' Ramsey 90+6' C. Roberts |       | Olympisch Stadion, Bakoe Toeschouwers: 19.762 Scheidsrechter: Artur Soares Dias |

|                                               |             |       |            |                                                                           |
| 20 juni 2021 «onderlinge duels» 18:00 (UTC+2) | Italië      | 1 – 0 | Wales      | Stadio Olimpico, Rome Toeschouwers: 11.541 Scheidsrechter: Ovidiu Haţegan |
| 20 juni 2021 «onderlinge duels» 18:00 (UTC+2) | Pessina 39' |       | 55' Ampadu | Stadio Olimpico, Rome Toeschouwers: 11.541 Scheidsrechter: Ovidiu Haţegan |

#### Achtste finale
|                                               |            |       |                                              |                                                                                    |
| 26 juni 2021 «onderlinge duels» 18:00 (UTC+2) | Wales      | 0 – 4 | Denemarken                                   | Johan Cruijff ArenA, Amsterdam Toeschouwers: 14.645 Scheidsrechter: Daniel Siebert |
| 26 juni 2021 «onderlinge duels» 18:00 (UTC+2) | Wilson 90' |       | 27', 48' Dolberg 88' Mæhle 90+4' Braithwaite | Johan Cruijff ArenA, Amsterdam Toeschouwers: 14.645 Scheidsrechter: Daniel Siebert |

FAW · A-internationals · Bondscoaches · Statistieken · Welsh vrouwenelftal · Brits olympisch elftal · Wales U21 · Wales U20 · Wales U19 · Wales U18 · Wales U17 · Wales U16
1876 – 1899 ·
1900 – 1919 ·
1920 – 1929 ·
1930 – 1939 ·
1940 – 1949 ·
1950 – 1959 ·
1960 – 1969 ·
1970 – 1979 ·
1980 – 1989 ·
1990 – 1999 ·
2000 – 2009 ·
2010 – 2019 ·
2020 − 2029
EK 2016 · 
EK 2020
WK 1958
1876 · 
1877 · 
1878 · 
1879 · 
1880 · 
1881 · 
1882 · 
1883 · 
1884 · 
1885 · 
1886 · 
1887 · 
1888 · 
1889 · 
1890 · 
1891 · 
1892 · 
1893 · 
1894 · 
1895 · 
1896 · 
1897 · 
1898 · 
1899 · 
1900 · 
1901 · 
1902 · 
1903 · 
1904 · 
1905 · 
1906 · 
1907 · 
1908 · 
1909 · 
1910 · 
1911 · 
1912 · 
1913 · 
1914 · 
1915 · 1916 · 1917 · 1918 · 1919 · 
1920 · 
1921 · 
1922 · 
1923 · 
1924 · 
1925 · 
1926 · 
1927 · 
1928 · 
1929 · 
1930 · 
1931 · 
1932 · 
1933 · 
1934 · 
1935 · 
1936 · 
1937 · 
1938 · 
1939 · 
1940 · 1941 · 1942 · 1943 · 1944 · 1945 · 
1946 · 
1947 · 
1948 · 
1949 · 
1950 · 
1952 · 
1952 · 
1953 · 
1954 · 
1955 · 
1956 · 
1957 · 
1958 · 
1959 · 
1960 · 
1961 · 
1962 · 
1963 · 
1964 · 
1965 · 
1966 · 
1967 · 
1968 · 
1969 · 
1970 · 
1971 · 
1972 · 
1973 · 
1974 · 
1975 · 
1976 · 
1977 · 
1978 · 
1979 · 
1980 · 
1981 · 
1982 · 
1983 · 
1984 · 
1985 · 
1986 · 
1987 · 
1988 · 
1989 · 
1990 · 
1991 · 
1992 · 
1993 · 
1994 · 
1995 · 
1996 · 
1997 · 
1998 · 
1999 · 
2000 · 
2001 · 
2002 · 
2003 · 
2004 · 
2005 · 
2006 · 
2007 · 
2008 · 
2009 · 
2010 · 
2011 · 
2012 · 
2013 · 
2014 · 
2015 · 
2016 · 
2017 ·
2018 ·
2019 ·
2020 ·
2021 ·
2022 ·
2023
Albanië ·
Andorra ·
Argentinië ·
Armenië ·
Australië ·
Azerbeidzjan ·
België ·
Bosnië en Herzegovina ·
Brazilië ·
Bulgarije ·
Canada ·
Chili ·
China ·
Costa Rica ·
Cyprus ·
DDR ·
Denemarken ·
Duitsland ·
Engeland ·
Estland ·
Faeröer ·
Finland ·
Frankrijk ·
Georgië ·
Gibraltar ·
Griekenland ·
Hongarije ·
Ierland ·
IJsland ·
Iran ·
Israël ·
Italië ·
Jamaica ·
Japan ·
Joegoslavië ·
Kazachstan ·
Koeweit ·
Kroatië ·
Letland ·
Liechtenstein ·
Luxemburg ·
Malta ·
Mexico ·
Moldavië ·
Montenegro ·
Nederland ·
Nieuw-Zeeland ·
Noord-Ierland ·
Noord-Macedonië ·
Noorwegen ·
Oekraïne ·
Oostenrijk ·
Panama ·
Paraguay ·
Polen ·
Portugal · 
Qatar ·
Roemenië ·
Rusland ·
San Marino ·
Saoedi-Arabië ·
Schotland ·
Servië ·
Servië en Montenegro ·
Slovenië ·
Slowakije ·
Sovjet-Unie ·
Spanje ·
Trinidad & Tobago ·
Tsjechië ·
Tsjecho-Slowakije ·
Tunesië ·
Turkije ·
Uruguay ·
Verenigde Staten ·
Wit-Rusland ·
Zuid-Korea ·
Zweden ·
Zwitserland
Engeland (2016) · 
Denemarken (2021) · 
Italië (2021) · 
Rusland (2016) ·
Slowakije (2016) · 
Turkije (2021) · 
Zwitserland (2021)
1 Hennessey ·
2 Gunter ·
3 Williams ·
4 B. Davies ·
5 Lockyer ·
6 Rodon ·
7 Allen ·
8 Wilson ·
9 T. Roberts ·
10 Ramsey ·
11 Bale  ·
12 Ward ·
13 Moore ·
14 C. Roberts ·
15 Ampadu ·
16 Morrell ·
17 Norrington-Davies · 
18 Williams ·
19 Brooks ·
20 James ·
21 A. Davies ·
22 Mepham · 
23 Levitt · 
24 Cabango · 
25 Colwill · 
26 Smith · 
Coach: Page